# Penn Island
Penn Island (en anglais, Great Island; en espagnol, Isla Penn) est une île des îles Malouines (en anglais, Falkland Islands; en espagnol, Islas Malvinas).

## Administration
Les îles sont administrées par le Royaume-Uni dans le cadre du Territoire britannique d'outre-mer des îles Falkland. Elle est revendiquée par la République argentine, qui en fait une partie du Département des îles de l'Atlantique Sud dans la province de Terre de Feu, Antarctique et îles de l'Atlantique sud.

## Description
Elle est située à l'ouest de la Grande Malouine, plus précisément au nord de l'île Weddell, à côté de l'île Barclay et de l'île Baja, près de Quaker Harbour.